# Cephalodiscus evansi
Cephalodiscus evansi är en djurart som tillhör fylumet svalgsträngsdjur, och som beskrevs av Ridewood. Cephalodiscus evansi ingår i släktet Cephalodiscus och familjen Cephalodiscidae. Inga underarter finns listade i Catalogue of Life.